# Stefano Sorrentino
Stefano Sorrentino, född 28 mars 1979 i Cava de Tirreni, är en italiensk fotbollsmålvakt som sedan 2016 spelar för Chievo. Sorrentino är 185 cm lång. Han började sin proffskarriär i SS Lazio 1996. Sedan höll han till i många år i den italienska klubben Torino FC.

## Klubbar
- SS Lazio - 1996-1997
- Juventus - 1997-1998
- Torino FC - 1998-1999, 2001-2005
- Juve Stabia - 1999-2000 (lån)
- Varese - 2000-2001 (lån)
- AEK Aten - 2005-2009
- Recreativo de Huelva - 2007-2008 (lån)
- Chievo Verona - 2008-2013
- US Città di Palermo - 2013-2016
- AC Chievo Verona - 2016-

## Fotnoter
1. ↑  transfermarkt.com, transfermarkt.com spelar-ID: 21891, läst: 9 oktober 2017.[källa från Wikidata]
2. ↑  Base de Datos del Futbol Argentino, BDFA spelar-ID: 51451.[källa från Wikidata]
3. ↑  As, Grupo PRISA, AS.com atlet-id: sorrentino/6463.[källa från Wikidata]